# Scatola in una valigia
Scatola in una valigia (Boîte-en-valise) è una serie di riproduzioni di opere di Marcel Duchamp. Concepita dall'artista come un'opera in sé, la prima valise fu presentata nel 1941 ed è conservata nella Collezione Peggy Guggenheim a Venezia.

## Descrizione

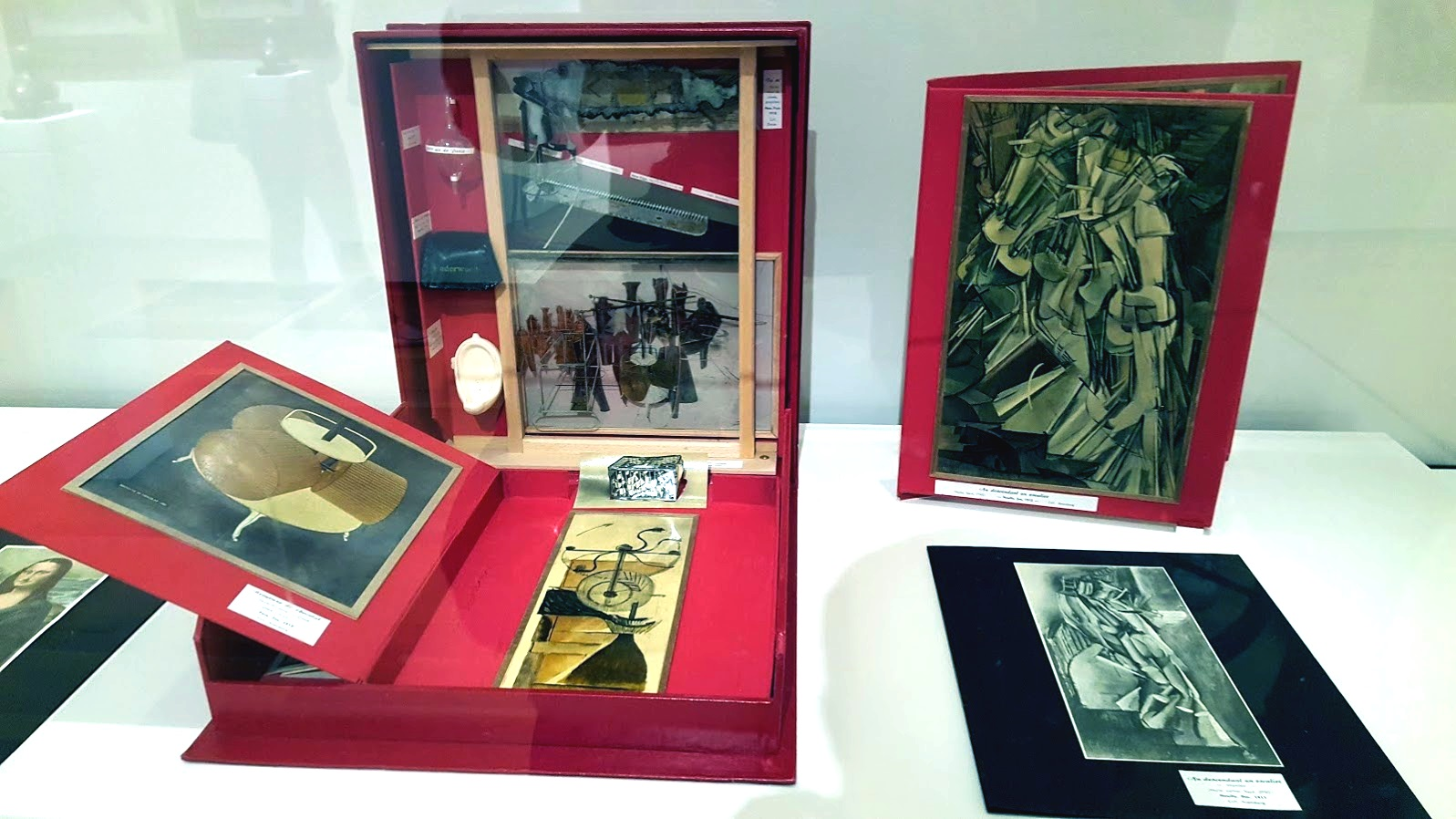
Boite-en-valis al Cleveland Museum of Art

La Scatola in una valigia fa parte di una serie di edizioni di valigette da viaggio che contengono le riproduzioni delle opere dell'artista
L'opera è composta da una valigia in pelle contenente copie in miniatura, riproduzioni a colori e fotografie delle principali opere dell'artista con aggiunte a matita, acquerello e inchiostro; le riproduzioni sono sistemate all'interno della valigetta in modo meticoloso e funzionale: l'artista affrontò con attenzione i problemi di tipo tecnico-esecutivo relativi all'organizzazione degli spazi nella valigia, incastrando oggetti e fogli fissi con altri scorrevoli o mobili.
L'idea dell'autore era quella di costruire una sorta di album in cui raccogliere le riproduzioni di tutte le sue opere realizzate fino a quel momento; Duchamp realizzò concretamente l'idea in maniera nuova, rendendo il "catalogo" non cartaceo, ma contenitore tridimensionale: il raccoglitore delle riproduzioni delle sue opere diventa quindi opera in sé.

## Interpretazione
Nella Scatola in una valigia si individua di solito la conferma della totale rinuncia all'arte tradizionale di Duchamp e della sua riflessione sull'«opera d'arte nell'epoca della sua riproducibilità tecnica».
Tutto ciò che Duchamp fece dal 1913 in poi, come la Scatola in una valigia, non fu infatti vera pittura, bensì un gesto, una forma d'arte scaturita da una riflessione. Il poeta messicano Octavio Paz ha riassunto il concetto in modo chiaro:«Tutto quello che fece a partire dal 1913 si inserisce nel suo tentativo di sostituire la “pittura-pittura” con la “pittura-idea”. Questa negazione della pittura che egli chiama olfattiva e retinica (puramente visiva) fu l'inizio della sua vera opera. Un'opera senza opere: non ci sono quadri se non il Grande Vetro [...], i ready-mades, alcuni gesti e un lungo silenzio»..